# Winchester. Dom duchów
Winchester. Dom duchów (tytuł oryg. Winchester) – amerykańsko-australijski film z 2018 w reżyserii braci Michaela i Petera Spierigów. Horror nawiązujący do autentycznej postaci Sarah Lockwood Winchester, wdowy po Williamie Winchesterze, dziedzicu fortuny Olivera Winchestera.

## Fabuła

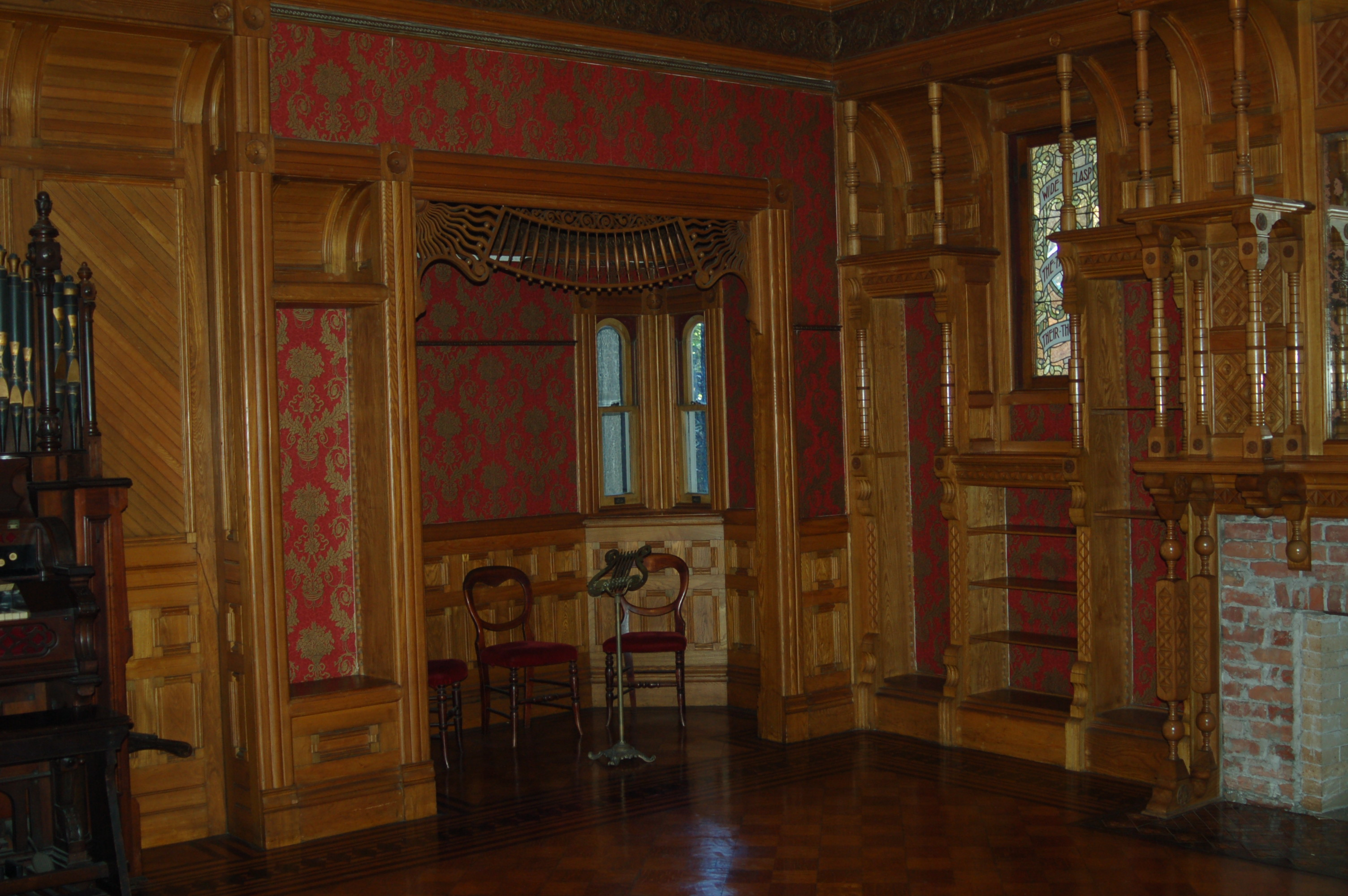
Pokój muzyczny w domu pani Winchester

Sarah Winchester, po tragicznej śmierci córki i męża, pogrąża się w smutku. Przeświadczona jest, że jej rodzina została przeklęta przez duchy osób, które zostały zabite ze słynnego karabinu Winchester, broni skonstruowanej przez jej teścia. Po zasięgnięciu porady medium zaczyna budować ogromną, pozornie niekończącą się, niezwykłą posiadłość. Skonstruowany niczym labirynt, z mnóstwem pokoi, ślepych korytarzy i prowadzących donikąd schodów, ma być swoistą pułapką na dręczące ją duchy. Zaniepokojona, stanem zdrowia Sarah, rodzina Winchester, prosi o konsultację sławnego psychiatrę, mając nadzieję, że odwiedzie wdowę od jej szalonych i niezrozumiałych planów ciągłej rozbudowy domu. W niedługim czasie przekonują się, że kobieta wcale nie oszalała.

## Obsada
- Helen Mirren jako Sarah Winchester
- Jason Clarke jako Dr Eric Price
- Eamon Farren jako Ben Block
- Sarah Snook jako Marion Marriott
- Finn Scicluna-O'Prey jako Henry Marriott
- Bruce Spence jako Augustine
- Angus Sampson jako John Hansen
- Laura Brent jako Ruby Price
- Emm Wiseman jako Nancy
- Tyler Coppin jako Arthur Gates
- Xavier Gouault jako policjant - Duch
- Michael Carman jako Frank
- Alice Chaston jako Clara